# 4-й Стрелецкий проезд
Четвёртый Стреле́цкий проезд — улица на севере Москвы в районе Марьина Роща Северо-Восточного административного округа, между Полковой улицей и улицей Сущёвский Вал. 1—4-й Стрелецкие проезды возникли как 1—4-й Церковные проезды. Переименованы в 1954 году по Стрелецкой улице, к которой примыкают.

## Расположение
4-й Стрелецкий проезд проходит с юга на север, начинается от улицы Сущёвский Вал у Новосущёвского бизнес-центра, пересекает Стрелецкую улицу и заканчивается на Полковой улице. Это самый западный из 4-х Стрелецких проездов, проходит параллельно Новотихвинской улице и 3-му Стрелецкому проезду.